# Bataille de Kouri Bougoudi (2018)
La bataille de Kouri Bougoudi a lieu le 11 août 2018 et oppose l'armée tchadienne aux rebelles du CCMSR.

## Prélude
Située à l'extrême nord du Tchad, près de la frontière avec la Libye, Kouri Bougoudi est une zone aurifère, où affluent des orpailleurs depuis 2012. 

## Déroulement
Selon le porte-parole du Conseil de commandement militaire pour le salut de la République (CCMSR), Kingabé Ogouzeimi de Tapol, l'offensive est lancée le 8 août depuis la Libye. Les assaillants mènent l'expédition avec 120 véhicules, chargés chacun de 10 à 15 combattants.
Le matin du 11 août 2018, les rebelles attaquent la localité de Kouri Bougoudi ou Kouri Bougri avec une centaine de véhicules,.
Le CCMSR revendique l'attaque, puis la prise de la localité,,,.
L'état-major de l'armée tchadienne affirme pour sa part dans l'après-midi avoir repoussé l'attaque,.
Il s'agit alors du premier véritable raid mené par des rebelles tchadiens sur le territoire tchadien depuis la fin de la guerre civile de 2005-2010.

## Pertes
Dans un communiqué publié le 19 août, le CCMSR revendique un bilan de 73 morts et 45 prisonniers dans les rangs des militaires tchadiens, contre quatre morts et sept blessés pour ses propres forces,.
Le CCMSR affirme également détenir trois officiers, dont un lieutenant-colonel, un commandant ou un colonel et un capitaine et demande leur échange contre trois de ses dirigeants détenus à N'Djaména,.
Aucun bilan n'est donné par le gouvernement tchadien concernant les pertes de ses troupes, mais l'AFP indique qu'au moins trois membres des forces de sécurité ont été tués lors de l'attaque selon des sources concordantes : un colonel de l'armée, un officier de renseignement et un commissaire de police,.

## Suites
Le gouvernement tchadien accuse également les orpailleurs de complicité avec la rébellion,. Le 12 août, dans un communiqué, le ministre de l'administration du territoire Ahmat Mahamat Bachir, donne 24 heures aux orpailleurs opérant dans le Tibesti pour quitter la zone. Il indique que passé ce délai, instruction sera donnée aux forces de défense pour les évacuer.
Jérôme Tubiana, chercheur pour le Small Arms Survey, estime cependant que rien n'indique que les orpailleurs soient des complices des rebelles, certains travaillant d'ailleurs pour le compte de militaires tchadiens, et les populations locales touboues sont plutôt restées à l'écart des précédentes rébellions tchadiennes.
Cependant pour Alexandre Bish, chercheur au sein de « Global Initiative » : « depuis la découverte de l’or dans le Tibesti en 2012-2013, il y a beaucoup de combattants qui ont décidé de devenir orpailleurs. Donc on peut devenir orpailleur et puis redevenir combattant si la situation s’y prête ».
Le 22 août, le CCMSR affirme avoir mené la veille une attaque contre deux mines d'or à Tarbou, mais le gouvernement tchadien dément avoir subi un assaut,.  
Le 16 août, l'armée tchadienne lance une opération pour « nettoyer » la zone des orpailleurs,. Les 16 et 17 août, l'aviation tchadienne effectue des bombardements dans la région qui blessent des civils. Mi-septembre, Kouri Bougoudi est frappée par deux hélicoptères.